# Kaspisk tiger
Kaspiske tigre regnes almindeligvis for at være en uddød underart af tigeren. Den kaspiske tiger var engang udbredt i Afghanistan, Tyrkiet, Mongoliet, Iran, det nordlige Irak, Aserbajdsjan, Turkmenistan, Usbekistan og den centraleasiatiske region af Rusland.
Denne underart levede i ørkenland, ved vandveje og flodsenge med en bevoksning af træer, buske, tæt sivbevoksning og græs.
Det vides ikke præcis hvornår den kaspiske tiger uddøde, men Verdensnaturfonden har haft udsendt et spørgeskema til 450 militærposter i det sydøstlige Tyrkiet. Spørgeskemaerne blev udfyldt af det militære personale sammen med lokalbefolkningen og 428 blev tilbagesendt i udfyldt stand. Det fremgår af spørgeskemaerne, at der blev nedlagt 1-8 tigre om året i regionen frem til midten af 1980'erne, derfor er det nok en rimelig antagelse at tigeren nok ikke endeligt uddøde før omkring 1990. På grund af sikkerhedssituationen har biologer ikke været inde i området for at undersøge forholdene.